# Diane Leather
Diane Susan Leather po mężu Charles (ur. 7 stycznia 1933 w Streetly w hrabstwie West Midlands, zm. 6 września 2018 w Truro) – brytyjska lekkoatletka, biegaczka średniodystansowa, dwukrotna wicemistrzyni Europy, była rekordzistka świata.
29 maja 1954 w Birmingham jako pierwsza kobieta przebiegła milę w czasie poniżej 5 minut, osiągając wynik 4:59,6.
Zdobyła srebrny medal w biegu na 800 metrów na mistrzostwach Europy w 1954 w Bernie, przegrywając jedynie z Niną Otkalenko ze Związku Radzieckiego. Powtórzyła to osiągnięcie na mistrzostwach Europy w 1958 w Sztokholmie, tym razem przegrywając z inną zawodniczką radziecką Jelizawietą Jermołajewą. Odpadła w eliminacjach biegu na 800 metrów na igrzyskach olimpijskich w 1960 w Rzymie.
Wielokrotnie ustanawiała rekordy świata lub najlepsze wyniki na świecie (na dystansach, na których startowała, z wyjątkiem biegu na 880 jardów, IAAF nie uznawała rekordów świata, tylko najlepsze wyniki):
| Konkurencja             | Data i miejsce           | Wynik  | Uwagi                           |
| bieg na 440 jardów      | 21 sierpnia 1954, Londyn | 55,6   | wyr. najlepszy wynik na świecie |
| bieg na 880 jardów      | 19 czerwca 1954, Londyn  | 2:09,0 | WR                              |
| Bieg na 1500 metrów     | 24 maja 1955, Londyn     | 4:30,0 | nieof., podczas biegu na milę   |
| Bieg na 1500 metrów     | 21 września 1955, Londyn | 4:22,2 | nieof., podczas biegu na milę   |
| Bieg na 1500 metrów     | 16 maja 1957, Hornchurch | 4:30,0 |                                 |
| Bieg na 1500 metrów     | 19 lipca 1957, Londyn    | 4:29,7 |                                 |
| Bieg na milę            | 30 września 1953, Londyn | 5:02,6 |                                 |
| Bieg na milę            | 16 maja 1954, Birmingham | 5:00,2 |                                 |
| Bieg na milę            | 29 maja 1954, Birmingham | 4:59,6 |                                 |
| Bieg na milę            | 24 maja 1955, Londyn     | 4:50,8 |                                 |
| Bieg na milę            | 21 września 1955, Londyn | 4:45,0 |                                 |
| sztafeta 4 × 440 jardów | 14 czerwca 1958, Londyn  | 3:49,9 |                                 |
| sztafeta 3 × 880 jardów | 3 sierpnia 1953, Londyn  | 6:49,0 | WR                              |
| sztafeta 3 × 880 jardów | 17 lipca 1954, Londyn    | 6:46,0 | WR                              |

Zwyciężyła w  międzynarodowych mistrzostwach w biegach przełajowych (poprzedniku mistrzostw świata w biegach przełajowych) w 1954, 1955 i 1957, a w 1956 zajęła 3. miejsce.
Leather była mistrzynią Wielkiej Brytanii (AAA) w biegu na 880 jardów w 1954, 1955 i 1957, w biegu na milę w 1956 i 1957 oraz w biegu przełajowym w latach 1953–1956.